# Bund Deutscher Fußball-Lehrer
Der Bund Deutscher Fußball-Lehrer e. V. (kurz BDFL) ist der Berufsverband der Fußballtrainer in Deutschland mit Sitz in Frankfurt am Main.
Die Bundesgeschäftsstelle des Verbandes befindet sich in Wiesbaden.
129 deutsche Profitrainer, darunter Sepp Herberger, Dettmar Cramer, Herbert Widmayer, Paul Oßwald und Heinz Lucas, gründeten im Jahr 1957 den BDFL zur Wahrung ihrer beruflichen Interessen. Ihm können die vom Deutschen Fußball-Bund (DFB) lizenzierten Trainer mit den beiden höchsten Lizenzen, der Fußball-Lehrer-Lizenz oder der A-Lizenz, beitreten. Gemäß der DFB-Ausbildungsordnung wird die Mitgliedschaft jedes A-Lizenz-Trainers/Fußball-Lehrer im BDFL empfohlen. Derzeit sind etwa drei Viertel der qualifizierten Trainer im BDFL organisiert; bei den Fußball-Lehrern sind es nahezu hundert Prozent.

## Aufgaben
Der Verein arbeitet eng mit dem DFB zusammen. Während der DFB für die Ausbildung der Trainer verantwortlich ist, hat er die Fortbildungsmaßnahmen, die laut DFB-Trainerordnung für die Verlängerung einer Lizenz notwendig sind, an den BDFL übertragen. Der veranstaltet dazu in seinen acht regionalen Verbandsgruppen jeweils vier bis fünf Fortbildungstagungen im Jahr. Außerdem organisiert er einen jährlichen Internationalen Trainer-Kongress, Workshops und Bundesligatrainer-Tagungen.
Neben dieser Hauptaufgabe sorgt der BDFL darüber hinaus laut seiner Satzung für die „Wahrung des Fairplay“ und „Überwachung der sportlichen Gesetze in Trainerangelegenheiten“, tritt für „Ordnung und Rechtschaffenheit“ ein und ahndet „Verfehlungen zunächst möglichst in eigener Gerichtsbarkeit“. Weiterhin berät der Verband seine Mitglieder in allen Trainerfragen.

## Personen
Präsident des BDFL-Vorstands ist seit 2022 Benno Möhlmann.
Dirk Reimöller (Vizepräsident Fortbildung), Oliver Höner (Vizepräsident Wissenschaft und Methodik), Christian Streich (Vizepräsident Bundesliga-Trainer), Bruno Labbadia (Stellvertreter Vizepräsident Bundesliga-Trainer), Daniel Niedzkowski (DFB-Leiter Pro-Lizenz Lehrgang) und Markus Dippel (beratend) komplettieren das Präsidium.
Teil des Bundesvorstandes sind Steffen Baumgart (Vertreter 1. Bundesliga), Frank Kramer (Stellvertreter 1. Bundesliga), Frank Schmidt (Vertreter 2. Bundesliga), Achim Beierlorzer (Stellvertreter 2. Bundesliga), Carsten Busch (Vertreter Verbandssportlehrer) und Michael Rentschler (Stellvertreter Verbandssportlehrer).
(Stand 13. Januar 2024)